# Rozstání (okres Svitavy)
Rozstání (německy Rostitz) je obec v okrese Svitavy v Pardubickém kraji. Žije zde 251 obyvatel.

## Název
Místní jméno je staré obecné rozstání - "rozestoupení se" odvozené od slovesa rozstati sě - "rozestoupit se". Vesnice byla pojmenována podle polohy u rozestupujících se lesů nebo dolin. Německé jméno pochází z českého.

## Historie

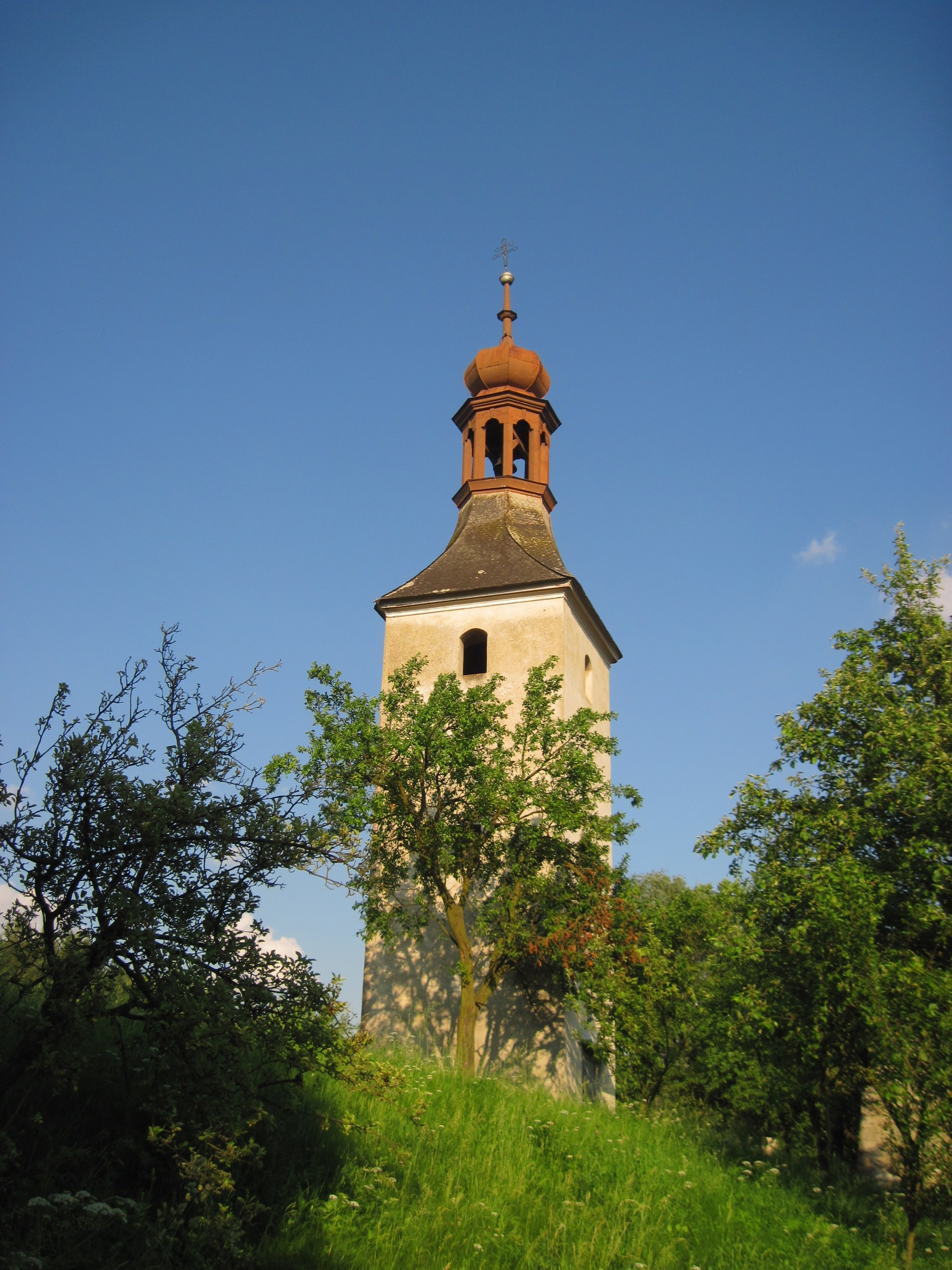
Zvonice v Rozstání

První písemná zmínka o obci pochází z roku 1365.

## Obyvatelstvo
| Rok            | 1869 | 1880 | 1890 | 1900 | 1910 | 1921 | 1930 | 1950 | 1961 | 1970 | 1980 | 1991 | 2001 | 2011 | 2021 |
| -------------- | ---- | ---- | ---- | ---- | ---- | ---- | ---- | ---- | ---- | ---- | ---- | ---- | ---- | ---- | ---- |
| Počet obyvatel | 577  | 579  | 524  | 508  | 506  | 519  | 458  | 359  | 335  | 298  | 228  | 214  | 226  | 256  | 239  |
| Počet domů     | 79   | 83   | 84   | 83   | 82   | 81   | 83   | 78   | 73   | 70   | 63   | 67   | 77   | 74   | 87   |

## Obecní symboly
Znak a vlajka byly obci uděleny rozhodnutím předsedy Poslanecké sněmovny Parlamentu České republiky dne 20. ledna 2005.

## Pamětihodnosti
- Zvonice
- Boží muka
- Sousoší Nejsvětější Trojice při čp. 16
- Sousoší Nejsvětější Trojice při čp. 95
- Sousoší Nejsvětější Trojice při silnici do Trnávky
- Sloup se sochou svatého Rocha

## Společenský život
Samospráva obce od roku 2017 pravidelně vyvěšuje 5. července moravskou vlajku. 